# Turioj
Turioj (gr. Θούριοι Thurioi, łac. Thurii albo Thurium) – miasto greckie w Wielkiej Grecji w pobliżu pozostałości starszego Sybaris. Zawdzięczało swoje początki podjętej w 452 p.n.e. przez sybaryckich wygnańców i ich potomków próbie zasiedlenia na nowo ich dawnej ojczyzny. 
Nowo powstała osada została zniszczona przez miasto Krotonę, ale Ateńczycy użyczyli pomocy zbiegom i w 443 p.n.e. Perykles wysłał do Turioj grupę kolonistów z różnych regionów Grecji, wśród których byli Herodot i mówca Lizjasz. Powstająca kolonia została zaprojektowana przez Hippodamosa, który także w niej zamieszkał.